# 暴走空姐
『暴走空姐』（ぶっちぎりシーエー）是日本漫畫家大和田秀樹的搞笑漫畫。在「Comic CHARGE」雜誌（角川書店）2007年1号（創刊号）連載到2008年24号，共42話，單行本全5集。

## 故事大綱
富士航空的空中乘務員花園雛子是個長相和待客都受到高度評價的空姐。但實際上她的背後卻擁有很多的秘密。故事描繪雛子各種亂七八糟的瘋狂行動，與地勤人員間的衝突，以及對抗其父要將東京建設成不夜城的過程。

## 登場人物
花園 雛子（はなぞの ひなこ）
有著美麗的臉孔，待客也是很高干的空姐，階級是座艙長。生日是1977年12月31日。實際上原來是不良少女、所以有著恐怖的戰鬥力和「傳説的空姐」的綽號。對於違反規則的客人、給人困擾的客人、會不擇手段地在背後以毫不留情的方式進行「處罰」，來提供舒適的旅程、既使搞到引起戰爭也在所不惜。因為找不到好男人，而一直不能結婚。老家花園家，從江戶時代末期就一直持續著空中乘務員的工作(其實第一代祖先在船上工作)。對於自己的貧乳相當苦惱、當被指出這點時，會相當生氣。相當在意自己的年齡、討厭被叫作「三十歲(只差一百多天)」，常自稱自己二十九歲，但不知為何手臂上有三十多歲的人才接種過的天花疫苗痕跡。愛車為哈雷摩托車。
背地裡是目無法紀的人，不但在機艙上有一個專屬的房間和擺設，還會在貨艙中放著自己的愛車以及在裡面生火煮麵來吃。
家族中有父母和一個妹妹，相當有錢，不但有日本城式的建築，還有倉庫可以擺飛機。
因為過去不良少女的身分，不但老家當地的女暴走族要向她照會，還擁有一件暴走族的特攻服，背後寫著魁夜便惡天斷人(空中小姐的日文漢字拼音)。
山根 鈴（やまね りん）
雛子的後輩，未滿25歲。由於小時候受到空姐的細心照顧，立志進入這個行業而成為空姐、在看到雛子的瘋狂表現時大吃一驚。從那天開始就被雛子耍得團團轉。雖然因為個性善良容易遭人捉弄、但還是繼續勇往直前。擁有相當好的身材，也是名巨乳。
一年後成為座艙長。
法蘭索瓦・亞金
在羽田機場施設工作的法國地勤小姐。因為空姐和地姐對立的緣故、好幾次和雛子發生衝突。不過協調力相當厲害。由於有著滯留日本時、對於在巴黎病危的母親也不關心、最後無法見到她最後一面的過去、所以只要有人說出對母親不敬的話會相當生氣、似乎比任何人對於「家族」這個存在都還要多一倍的關心。日語（特別是關西腔）相當流利。
花園 菖浦
雛子的妹妹，是位國中生。個性喜歡搞怪嚇人，最喜歡做的事情是模仿偵探小說犬神家一族的青沼靜馬假扮佐清(帶上面具)的方式來嚇人。
霧島 雪（きりしま ゆき）
雛子的後輩。学生時代時，屬於角力部、是個實力強到多次參加世界賽的高手。
一年後成為助理座艙長。
安藝 由宇子（あき ゆうこ）
富士航空單身宿舍的女舍監。是個神秘學迷，喜歡舉辦試膽大會。
後來回去讀博士班而暫時離職，但會不時回來宿舍找人玩。
小野寺（おのでら）
雛子在實習生時代的教官，現在擔任機長。有著光頭和臉上有傷痕的可怕臉孔、性格也和臉孔一樣嚴厲，所以有個「塔斯馬尼亞(袋獾)惡魔」的綽號。飛過多次的航程、是個會在要賭上性命的戰場上活下來的老鳥飛行員。有個老婆叫作伊莉沙白，據雛子所說，老婆是個美麗的空姐前輩，而他也曾在一次飛行危機中救了小時候的她。
和雛子曾在機上產生嚴重衝突，但在飛機要降落時，卻又握手言和一同前去處理事務。
朝倉 春香（あさくら はるか）
富士航空敵對公司・大日本航空的空姐。把雛子視為強勁的對手。雖然和雛子同年，但因為是年尾生的人，所以還是二十九歲，不過同樣都還沒結婚。似乎相當有錢。愛車為FAIRLADY Z。
石神
富士航空遵守法令推進室的女專員。個性一板一眼，相當要求空姐們要遵守規定。把目無法紀的雛子當作眼中釘，企圖要陷害她將她趕出公司，但反而弄巧成拙。
海原安虎
富士航空的維修主任。被人稱作傳奇維修員，對波音747的構造瞭若指掌，實力甚至超越波音公司的技師。
雖然外表給人一種冷酷神秘的帥氣男人的感覺，但實際上卻是個用字遣詞都很女性化的同性戀。
有華子
機場商店的服務生小姐，雖然看起來相當溫柔親切，但卻是個作事異常笨拙的人，其笨拙的傷害力連雛子也要退舍三分。喜歡機長麻川，並且在山根 鈴的鼓勵下向他告白但同樣造成巨大的傷害。
後來則是順利和麻川結婚。
東京都知事
為雛子的父親，由於想要打造東京不夜城計畫，而要收購富士航空並且將專飛國內線的羽田機場變成國際機場，而且還想要把雛子調來羽田機場的國際部之中。但在雛子的力抗之下加上富士航空的全面抗戰而失敗。
是個工作狂，所以讓雛子很難見得到他並且也是教導雛子所有格鬥技巧的禍首。
雛子的母親
打扮相當日本風，是個看不出來有兩個孩子(尤其還有個快三十歲的女兒)的美女。雖然外表相當美麗且有氣質，但個性卻相當獨裁。過去也是個空姐，對於雛子一直無法結婚的事情相當擔心，害怕家族血脈到此為止，所以安排雛子和別人相親。
似乎有比雛子還強的戰鬥力。

## 外部連結
- Comic CHARGE